# Natació en aigües obertes al Campionat del Món de natació de 2013
La competició de natació en aigües obertes al Campionat del Món de natació de 2013 es realitza entre els dies 20 i 27 de juliol de 2013 al Moll de la Fusta (Barcelona).

## Proves
Es realitzen tres proves, separades en competició masculina i competició femenina:
- 5 km
- 10 km
- 25 km

Així mateix i ha una prova mixta per equips de 5 quilòmetres.

## Calendari
| Data                 | Hora  | Prova           |
| -------------------- | ----- | --------------- |
| 20 de juliol de 2013 | 10:00 | 5 km femení     |
| 20 de juliol de 2013 | 13:00 | 5 km masculí    |
| 22 de juliol de 2013 | 12:00 | 10 km masculins |
| 23 de juliol de 2013 | 12:00 | 10 km femenins  |
| 25 de juliol de 2013 | 12:00 | 5 km per equips |
| 27 de juliol de 2013 | 08:00 | 25 km masculins |
| 27 de juliol de 2013 | 08:15 | 25 km femenins  |

## Resum de medalles

### Categoria masculina
| Event | Or                           | Or        | Plata                    | Plata     | Bronze                     | Bronze    |
| 5 km  | Oussama Mellouli · Tunísia   | 53:30.4   | Eric Hedlin · Canadà     | 53:49.3   | Thomas Lurz · Alemanya     | 53:51.0   |
| 10 km | Spyridon Gianniotis · Grècia | 1:49:11.8 | Thomas Lurz · Alemanya   | 1:49:14.5 | Oussama Mellouli · Tunísia | 1:49:19.2 |
| 25 km | Thomas Lurz · Alemanya       | 4:47:27.0 | Brian Ryckeman · Bèlgica | 4:47:27.4 | Evgeny Drattsev · Rússia   | 4:47:28.1 |

### Categoria femenina
| Event | Or                            | Or        | Plata                      | Plata     | Bronze                     | Bronze    |
| 5 km  | Haley Anderson · Estats Units | 56:34.2   | Poliana Okimoto · Brasil   | 56:34.4   | Ana Marcela Cunha · Brasil | 56:44.4   |
| 10 km | Poliana Okimoto · Brasil      | 1:58:19.2 | Ana Marcela Cunha · Brasil | 1:58:19.5 | Angela Maurer · Alemanya   | 1:58:20.2 |
| 25 km | Martina Grimaldi · Itàlia     | 5:07:19.7 | Angela Maurer · Alemanya   | 5:07:19.8 | Eva Fabian · Estats Units  | 5:07:20.4 |

### Categoria mixta
| Event  | Or                                                        | Or      | Plata                                                             | Plata   | Bronze                                                  | Bronze  |
| Equips | AlemanyaThomas Lurz · Christian Reichert · Isabelle Härle | 52:54.9 | GrèciaAntonios Fokaidis · Spyridon Gianniotis · Kalliopi Araouzou | 54:03.3 | BrasilAllan do Carmo · Samuel de Bona · Poliana Okimoto | 54:03.5 |

## Medaller
| Pos.  | País         | Or | Plata | Bronze | Total |
| 1     | Alemanya     | 2  | 2     | 2      | 6     |
| 2     | Brasil       | 1  | 2     | 2      | 5     |
| 3     | Grècia       | 1  | 1     | 0      | 2     |
| 4     | Tunísia      | 1  | 0     | 1      | 2     |
| 4     | Estats Units | 1  | 0     | 1      | 2     |
| 6     | Itàlia       | 1  | 0     | 0      | 1     |
| 7     | Bèlgica      | 0  | 1     | 0      | 1     |
| 7     | Canadà       | 0  | 1     | 0      | 1     |
| 9     | Rússia       | 0  | 0     | 1      | 1     |
| Total | Total        | 7  | 7     | 7      | 21    |